# Домінік Котарський
Домінік Котарський (хорв. Dominik Kotarski, нар. 10 лютого 2000, Забок) — хорватський футболіст, воротар грецького клубу ПАОК та молодіжної збірної Хорватії. Відомий за виступами також у складі молодіжної команди «Аякса» та хорватського клубу «Гориця» (Велика Гориця).

## Клубна кар'єра
Домінік Котарський народився 2000 року в місті Забок, та є вихованцем футбольної школи клубу «Динамо» (Загреб). У 2018 році молодий воротар отримав запрошення від амстердамського «Аякса», проте грав виключно за його фарм-клуб «Йонг Аякс». У 2021 році керівництво амстердамського клубу вирішило віддати хорватського футболіста в оренду на батьківщину, до клубу «Гориця» (Велика Гориця), де він став основним голкіпером команди.
У 2022 році Домінік Котарський перейшов на правах постійного контракту до грецького клубу ПАОК з Салонік.

## Виступи за збірні
З 2014 року Домінік Котарський грав у складі юнацьких збірних Хорватії, починаючи з юнацької збірної Хорватії віком до 14 років, загалом на юнацькому рівні взяв участь у 43 іграх, пропустивши 38 голів. У 2017 році він брав участь у домашньому для хорватів юнацькому чемпіонаті Європи віком до 17 років.
З 2020 року Домінік Котарський грає у складі молодіжної збірної Хорватії. На молодіжному рівні зіграв у 15 офіційних матчах, пропустив 11 голів. У 2023 році Котарський у складі молодіжної збірної брав участь у молодіжному чемпіонаті Європи 2023 року, де хорвати зупинились на груповій стадії.